# Chồn nhung đen

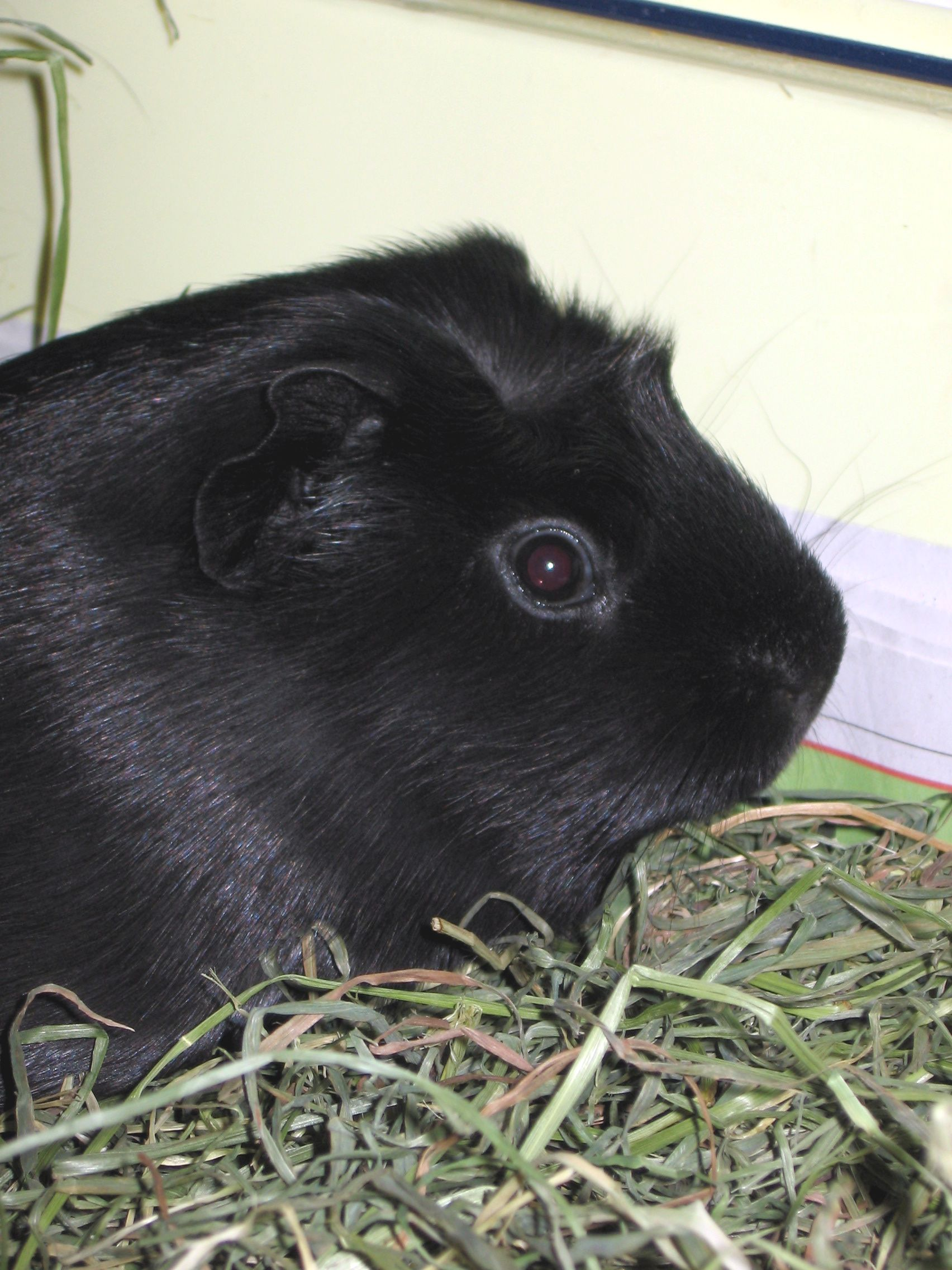
Một con chồn nhung đen

Chồn nhung đen còn có tên gọi là hắc thốn là loại động vật thuộc Bộ Gặm nhấm có xuất xứ từ vùng Nam Mỹ, nó là một trong hàng trăm giống của loài Chuột lang nhà, hiện nay giống vật này tại Việt Nam đang có tranh cãi với luồng ý kiến cho rằng chồn nhung đen thực chất là một loại chuột đồng Nam Mỹ màu đen. Chồn nhung đen là loài nhân tạo và không có trong tự nhiên, không phải động vật hoang dã. một nhóm nhà khoa học đã đề nghị tách loài này (cùng với một số loài khác như loài chinchillas và degus khỏi bộ gặm nhấm.

### Sinh sản

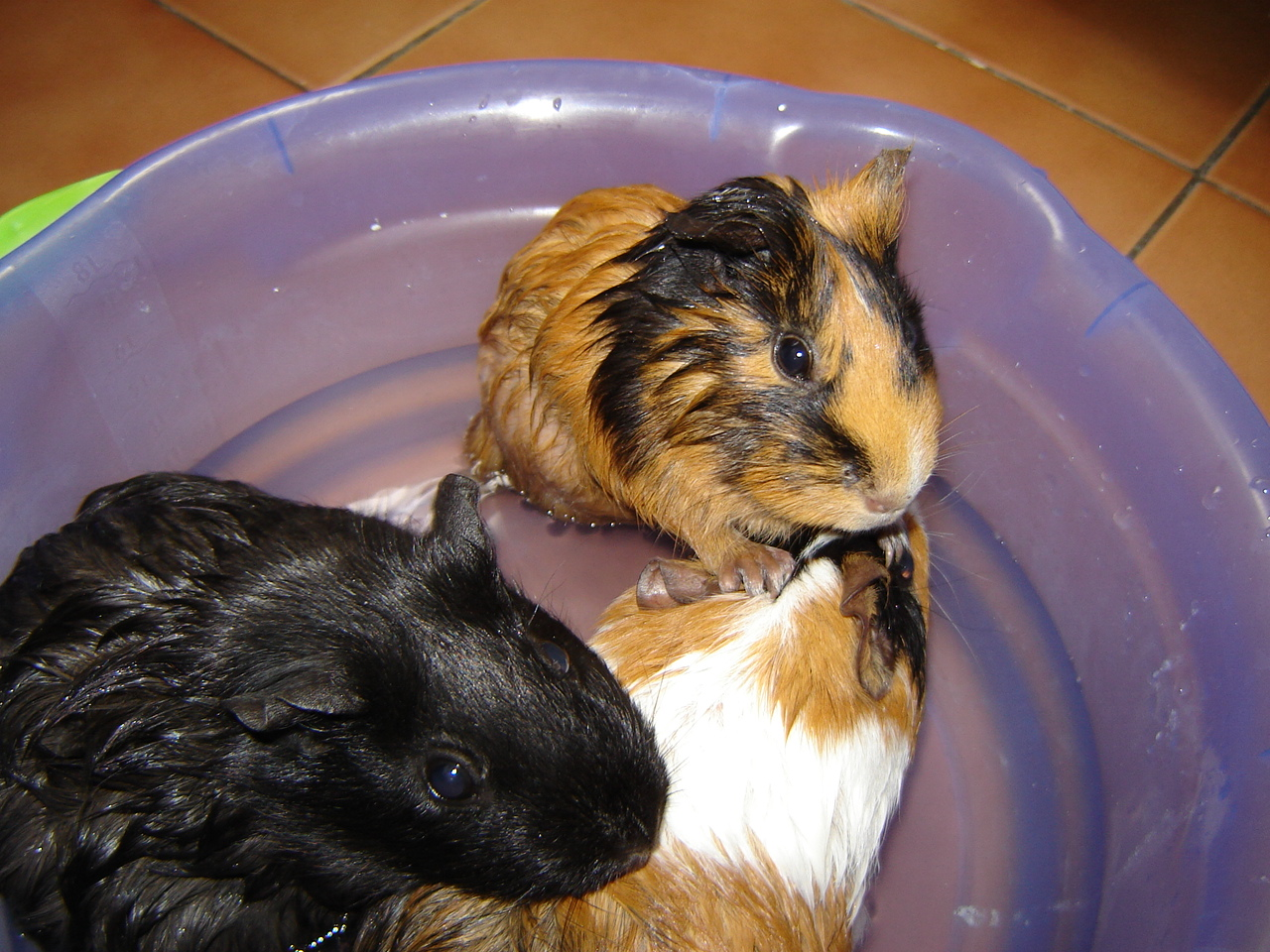
Một con chồn nhung đen con đang tắm